# Maisons industrialisées à Meudon
Les maisons industrialisées de Meudon (Hauts-de-Seine) sont un ensemble de quatorze maisons réalisées par Jean Prouvé. Construites entre 1950 et 1952 sur un terrain accidenté à la limite de la ville, ces bâtiments répondent au besoin urgent de logements que la France connaît durant l'après-guerre.

## Description
Cet habitat transitoire, composé de panneaux en bois et métal, est posé sur des soubassements de maçonnerie destinés à corriger la déclivité du sol.

Jean Prouvé déclare fièrement, à l'orée des années cinquante : 

« Je suis prêt à fabriquer des maisons usinées en grande série, comme Citroën l'a fait dès 1919 pour les automobiles… le temps de la brouette est passé ! Le fer, l'acier… c'est mon truc ! avec le fer, on construit vite et solide. »

Pour Prouvé, le projet de Meudon est l'occasion de faire progresser ses conceptions en matière d'industrialisation de l'habitat. Depuis 1937, date de ses premiers prototypes, il n'a cessé de perfectionner ses méthodes de production de bâtiments légers de petit format pour le Ministère de l'Air ou le Génie militaire. Meudon sera son premier chantier important, et il constituera un banc d'essai grandeur nature de maisons usinées. Huit maisons de modèle dit « Métropole » à portique axial et six autres modèles à coque sont spécialement conçus pour ce programme et préfabriquées par les ateliers Jean Prouvé à Maxéville en Lorraine.
Le système constructif du type « Métropole » se compose d'un portique métallique central sur la poutre faîtière, sur lequel s'emboîte la toiture constituée de bacs d'acier. Les panneaux de remplissage, les cloisons et les faux-plafonds sont en aluminium. La maison doit être montée avec quatre compagnons à l'exclusion de tout appareil de levage. Les pavillons de type « coque » sont construits avec des murs en maçonnerie et une toiture métallique auto-portante. 
Soixante ans plus tard, ces constructions d'urgence ont remarquablement résisté au vieillissement. Elles sont pour la plupart entretenues et restaurées par leurs occupants, amateurs de l'architecte. Le lotissement, boisé et paysager, dégage une atmosphère intimiste que peuvent lui envier les réalisations plus récentes qui le bordent.
En limitant la pénétration automobile, l'étroitesse des voies de circulation, la variété dans l'implantation des maisons et le réseau de voies piétonnières contribuent fortement à conserver le caractère originel de cette réalisation.

## Localisation
- Lotissement MRU et maisons, 93 route des Gardes à Meudon (Hauts-de-Seine).